# Zvonko Ivanušič
Zvonko Ivanušič, slovenski ekonomist in politik, * 17. maj 1959.
Na volitvah v zbor občin, ki so potekale 8. ter 22. aprila 1990 je kandidiral na listi Slovenske kmečke zveze ter bil tudi izvoljen. Od leta 1993 do 1994 je bil glavni direktor družbe Belt‐Livar Črnomelj. Od leta 1994 do 1997 je bil predsednik uprave Kmečke družbe, med letoma 1997 in 2000 pa predsednik uprave Zavarovalnice Slovenica d.d. Med 7. junijem in 30. novembrom 2000 je bil minister za finance Republike Slovenije. Od leta 2002 je bil svetovalec uprave Pozavarovalnice Sava d.d., od leta 2008 dalje pa v isti družbi opravlja funkcijo predsednika uprave.
Na Univerzi v Ljubljani je pridobil naziv diplomiranega ekonomista in naslov magistra ekonomskih ved, na Univerzi v 
Mariboru pa naslov univerzitetnega diplomiranega ekonomista.